# Lucie Blachet
Lucie Blachet (Saint-Mandé, 29 settembre 1828 – Brummen, 10 settembre 1907) è stata una fotografa olandese, di origini francesi.

## Biografia
Figlia illegittima di Lucie Françoise Blachet che al momento della nascita aveva diciotto anni ed era cavallerizza presso il Circo Olympique di Parigi, fondato dall'impresario italiano Antonio Franconi, creatore del moderno spettacolo circense assieme al manager inglese Philip Astley. 
È assai probabile che Blachet abbia incontrato il suo futuro marito, Jacobus van Koningsveld (1824-1866), a Parigi, poiché lui vi trascorse un periodo di studi di pittura intorno alla metà degli anni Quaranta. Van Koningsveld rientrò in Olanda nel 1848, stabilendosi ad Amsterdam; due anni dopo i due si sposarono in quella città. Ebbero due figli: Johanna Margaretha van Koningsveld, nata nel 1958, e Gerrit Anton Jan Louis van Koningsveld, nato nel 1861 (morto nel 1877).
Nel 1861 il marito lasciò la pittura per dedicarsi alla fotografia e, dopo che la famiglia si era trasferita a L'Aia nel 1859, vi aprì un atelier dove faceva principalmente ritratti e carte de visite, scegliendosi come partner Van Löwenstam, il quale però due anni dopo abbandonò l'impresa. Dal 1864 Van Koningsveld lavorò a Scheveningen durante la stagione balneare, dedicandosi alla fotografia della popolazione che frequentava le spiagge, il lavoro sulle barche, i pescatori, i mercati. Dopo la morte del marito nel 1866 la moglie proseguì l'attività sia a L'Aia che a Scheveningen. Dal 1868 lavorò anche nella città di Deventer, assistita da Gerrit Jan van Koningsveld (1844-1922), un parente del marito, forse un cognato o un cugino.
Le cronache successive riferiscono che l'atelier estivo rimase aperto fino al 1873 e che si trasferì a Deventer, ma non è noto se fino a quel momento avesse mantenuto aperto lo studio e vissuto a L'Aia. Dal 1891 lei, assieme al parente Van Koningsveld, andarono a vivere a Brummen e probabilmente continuando con un nuovo atelier. La nipote Lucie (Loes) van Groningen (1884–1970), la figlia di sua figlia Johanna Margaretha, divenne pittrice. Le fotografie dello studio sono conservate presso il Rijksmuseum di Amsterdam.